# Manuel de la Torre (arcivescovo)
Manuel de la Torre (Ampudia, 1618 – 3 dicembre 1679) è stato un arcivescovo cattolico spagnolo.

## Biografia
Nato nel 1618 ad Ampudia, venne ordinato sacerdote nel 1647. Il 24 maggio 1677 venne nominato da papa Innocenzo XI arcivescovo metropolita di Brindisi e fu consacrato il 30 maggio successivo nella basilica dei Santi XII Apostoli dal cardinale Carlo Pio di Savoia, cardinale presbitero di San Crisogono, insieme a Stefano Brancaccio e Angelo della Noca come co-consacranti. Mantenne l'incarico fino alla morte, avvenuta nel 1679.

## Genealogia episcopale
La genealogia episcopale è:
- Cardinale Guillaume d'Estouteville, O.S.B.Clun.
- Papa Sisto IV
- Papa Giulio II
- Cardinale Raffaele Riario
- Papa Leone X
- Papa Paolo III
- Cardinale Francesco Pisani
- Cardinale Alfonso Gesualdo
- Papa Clemente VIII
- Cardinale Pietro Aldobrandini
- Cardinale Laudivio Zacchia
- Cardinale Antonio Barberini, O.F.M.Cap.
- Cardinale Marcantonio Franciotti
- Cardinale Giambattista Spada
- Cardinale Carlo Pio di Savoia
- Arcivescovo Manuel de la Torre